# Brvnište
Brvnište es un municipio situado en el distrito de Považská Bystrica, en la región de Trenčín, Eslovaquia. Tiene una población estimada, en febrero de 2023, de 1179 habitantes.
Está ubicado al norte de la región, cerca del río Váh (cuenca hidrográfica del Danubio) y de la frontera con República Checa y con la región de Žilina

## Demografía
| Año        | 1994 | 2004    | 2014    | 2024    |
| ---------- | ---- | ------- | ------- | ------- |
| Población  | 1154 | 1170    | 1190    | 1167    |
| Diferencia |      | +1,38 % | +1,70 % | −1,93 % |

| Año        | 2023 | 2024    |
| ---------- | ---- | ------- |
| Población  | 1172 | 1167    |
| Diferencia |      | −0,42 % |